# Maleise spiegelpauw
De Maleise spiegelpauw (Polyplectron malacense, ook wel bekend als Maleise pauwfazant) is een vogel uit de familie fazantachtigen (Phasianidae). De wetenschappelijke naam (als Pavo malacensis) is voor het eerst geldig gepubliceerd in 1786 door Giovanni Antonio Scopoli.

## Herkenning
Het mannetje is 50 tot 53,5 cm, het vrouwtje 40 tot 45 cm.  Dit hoen is overwegend roestbruin gekleurd en heeft een kuif. Hij lijkt op de (gewone) spiegelpauw (P. bicalcaratum), maar de "ogen" (ocelli) in het verenkleed zijn meer groen gekleurd en de nek en de kruin zijn zwart. Het vrouwtje heeft een kleine kuif.

## Verspreiding en leefgebied
De soort komt voor op het schiereiland Malakka, voornamelijk in West-Maleisië en mogelijk ook nog in  in het zuidwesten van Thailand. Het leefgebied is natuurlijk bos met plankwortelbomen in laagland of licht heuvelend landschap, nooit hoger dan 300 m boven zeeniveau.

## Status
De Maleise spiegelpauw heeft een beperkt verspreidingsgebied en daardoor is de kans op uitsterven aanwezig. De grootte van de populatie werd in 2016 door BirdLife International geschat op 1,5 tot 7 duizend individuen en de populatie-aantallen nemen af door habitatverlies. Het leefgebied wordt aangetast door grootschalige ontbossing. Driekwart van het bosareaal dat in 1970 nog aanwezig was, is na 2000 gekapt en wordt landbouwkundig gebruikt. Om deze redenen staat deze soort als bedreigd op de Rode Lijst van de IUCN.